# Centimet
Một centimet (đọc là xen-ti-mét hay xăng-ti-mét) viết tắt là cm là một khoảng cách bằng 1/100 mét. Tiếng Việt còn gọi đơn vị này là phân tây.
Trong hệ đo lường quốc tế, xentimét là đơn vị đo được suy ra từ đơn vị cơ bản mét theo định nghĩa trên.
Chữ xenti (hoặc trong viết tắt là c) viết liền trước các đơn vị trong hệ đo lường quốc tế để chỉ rằng đơn vị này bằng đơn vị gốc chia cho 100. Xem thêm trang Độ lớn trong SI.

## Đối chiếu với các đơn vị độ dài khác
| 1 centimet | = 10 milimét                                                    |
| 1 centimet | = 0.01 mét                                                      |
| 1 centimet | = 0.39370078740157480314960629921259842519685 inch (25⁄64 inch) |
| 1 centimet | = 0.032808399 feet                                              |
| 1 centimet | (Một inch bằng chính xác 2.54 centimet)                         |
Trong hệ đơn vị SI, một mililit được định nghĩa là một cm khối.